# بين آدامز (مغن مؤلف)
بين آدامز (بالإنجليزية: Ben Adams)‏ هو مغن مؤلف بريطاني، ولد في 22 نوفمبر 1981 في أسكوت في المملكة المتحدة.

## وصلات خارجية
- بين آدامز على موقع IMDb (الإنجليزية)
- بين آدامز على موقع ميوزك برينز (الإنجليزية)
- بين آدامز على موقع ديسكوغز (الإنجليزية)
- بين آدامز على موقع قاعدة بيانات الفيلم (الإنجليزية)